# Ластівка абісинська
Ластівка абісинська (Cecropis abyssinica) — вид горобцеподібних птахів родини ластівкових (Hirundinidae). Мешкає в Африці на південь від Сахари.

## Опис

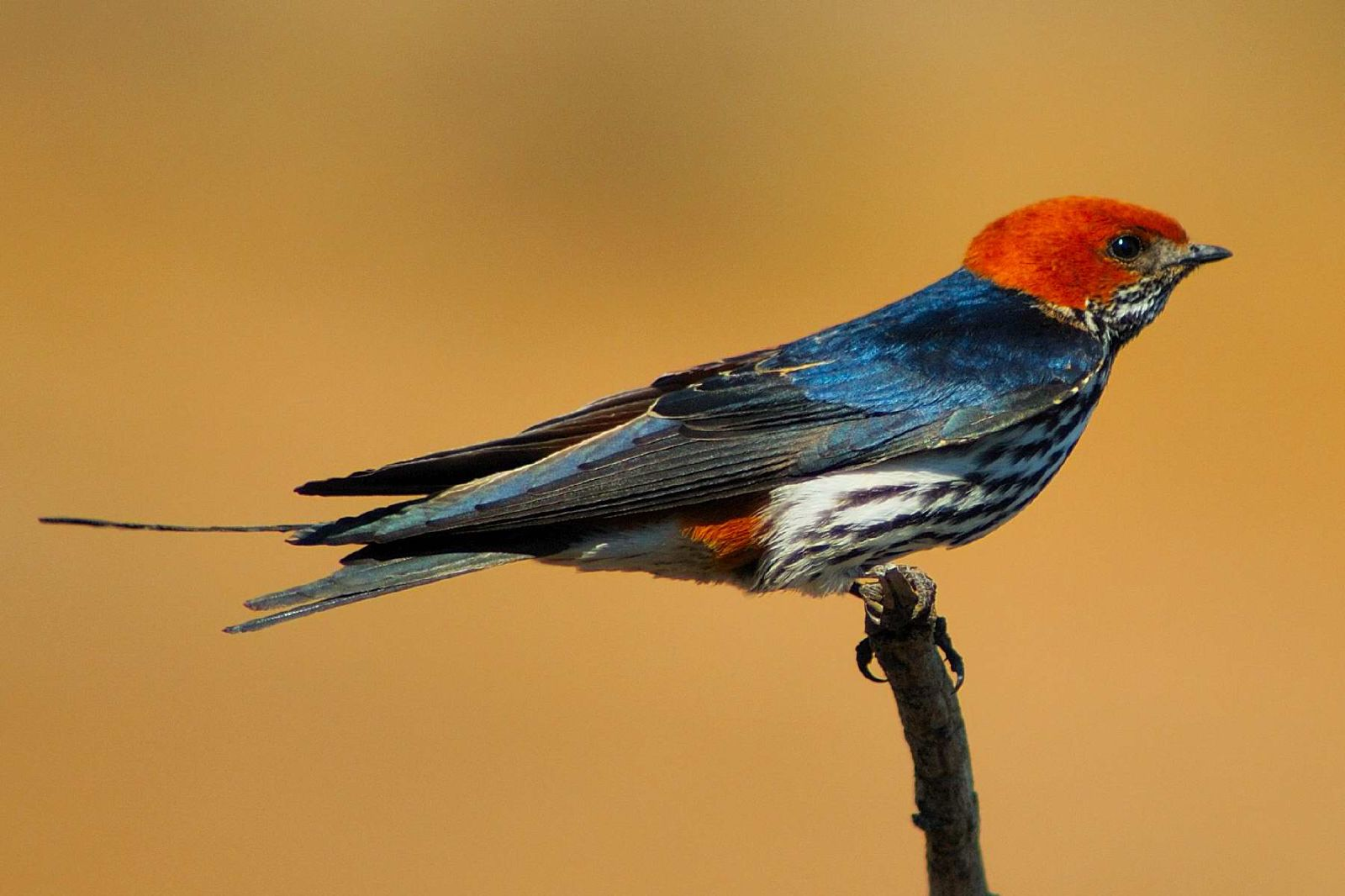
Абісинська ластівка

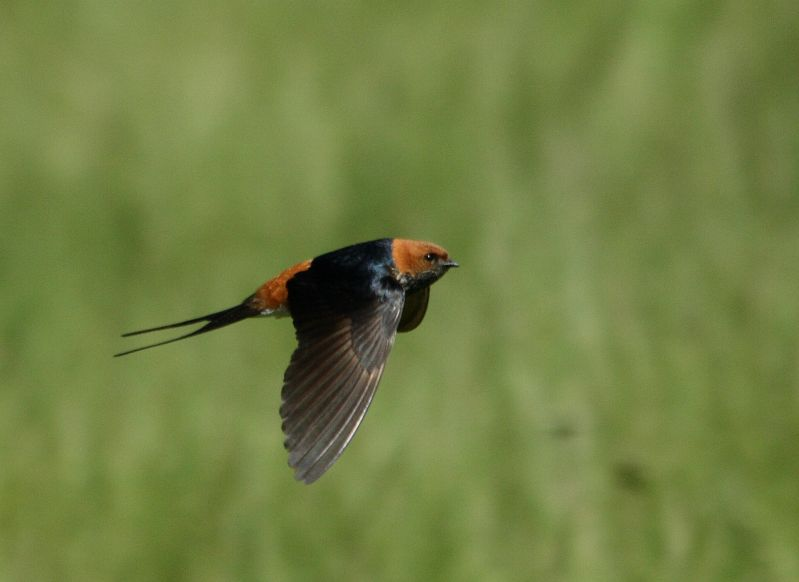
Абісинська ластівка в польоті

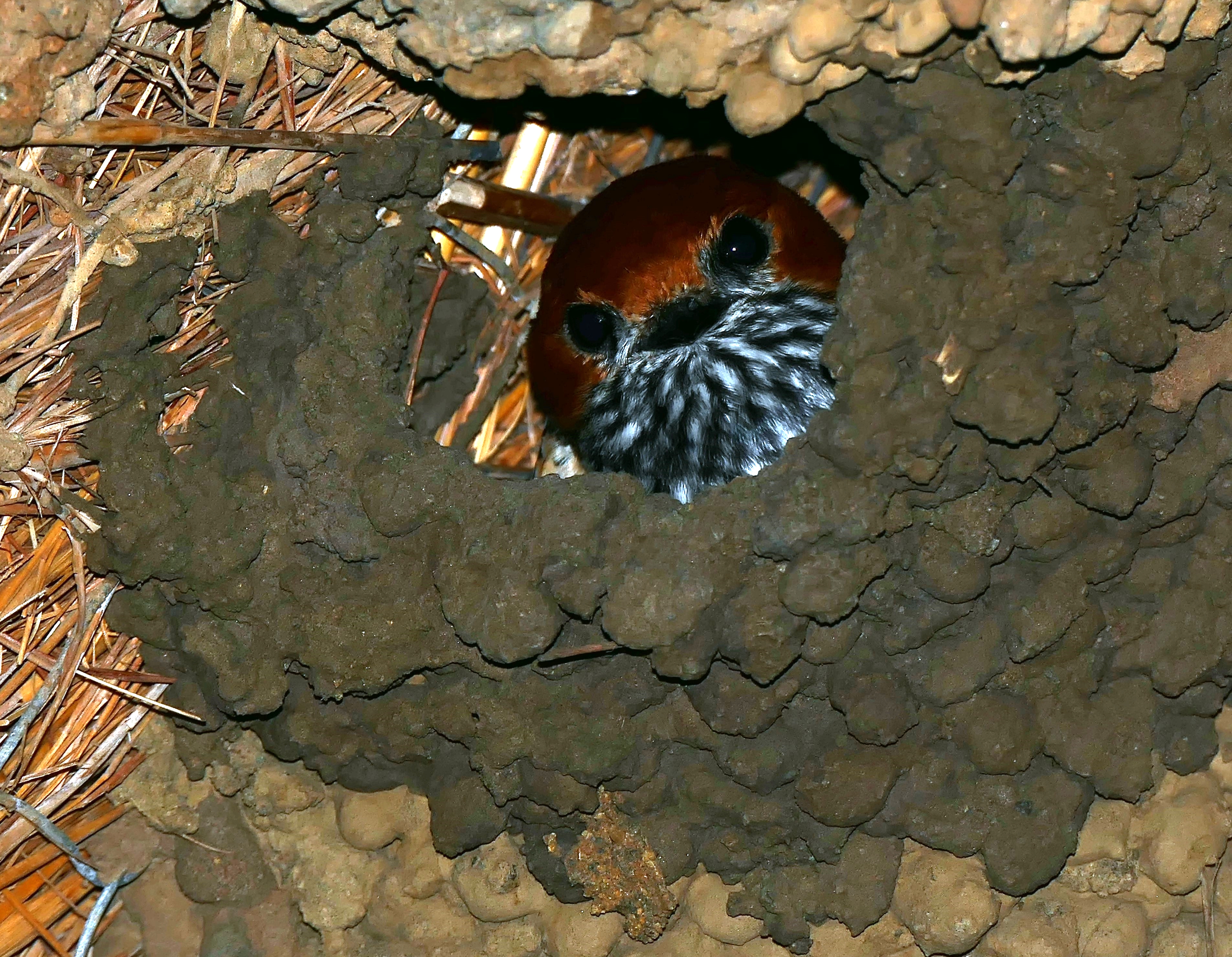
Абісинська ластівка в гнізді

Довжина птаха становить 15-19 см, вага 16-27 г. Верхня частина тіла темно-синя. Верхня частина голови і надхвістя рудувато-коричневі. Нижня частина тіла біла, поцяткована темними смужками, верхні покривні пера крил чорнувато-коричневі, нижні покривні пера крил охристі. Хвіст чорнуватий, крайні стернові пера дуже видовжені, у самців вони довші, ніж у самиць. Молоді птахи мають більш тьмяне, коричнювате забарвлення, крайні стернові пера у них коротші.

## Підвиди
Виділяють шість підвидів:
- C. a. puella (Temminck & Schlegel, 1845) — від Сенегалу до північного Камеруну;
- C. a. maxima (Bannerman, 1923) — від південно-східної Нігерії до південного заходу ЦАР;
- C. a. bannermani (Grant, CHB & Mackworth-Praed, 1942) — північний схід ЦАР і південний захід Судану (Дарфур);
- C. a. abyssinica (Guérin-Méneville, 1843) — південний схід Судану, Ефіопія, Еритрея, північ Сомалі;
- C. a. unitatis (Sclater, WL & Mackworth-Praed, 1918) — від Екваторіальної Гвінеї і Габону на схід до південного Сомалі і на південь до Анголи, Ботсвани і сходу ПАР;
- C. a. ampliformis (Clancey, 1969) — південь Анголи і північ Намібії.

## Поширення і екологія
Абісинські ластівки поширені від Сенегалу на схід до Сомалі й на південь до Південно-Африканської Республіки. Вони живуть у рідколіссях та на узліссях рівнинних тропічних лісів. Зустрічаються парами або невеликими зграйками, на висоті до 2000 м над рівнем моря. Живляться комахами, яких ловлять у польоті, іноді також дрібними плодами. Гніздо закрите з трубкоподібним входом, робиться з глини, встелюється пір'ям, розміщується в дуплах дерев, у тріщинах серед скель і в будівлях. У кладці 3 білих яйця. Інкубаційний період триває 14—16 днів, насиджують лише самиці. За пташенятами доглядають і самиці, і самці. Пташенята покидають гніздо через 17—19 днів після вилуплення, однак батьки й далі піклуються про них ще деякий час.